# Roman Ubakivi
Roman Ubakivi (Tallinn, 24 marzo 1945) è un allenatore di calcio ed ex calciatore estone, di ruolo difensore.

## Biografia
Nel 2001 è stato insignito cavaliere di V classe dell'Ordine della Croce rossa estone. Il 12 novembre 2004 ha ottenuto la medaglia d'oro della Federazione calcistica estone.

## Carriera

### Giocatore
Da giocatore ha militato nelle file di Dünamo Tallinn, Norma Tallinn e Pärnu.

### Allenatore
Ha fondato il Lovid Tallinn nel 1979, club che ha allenato per un decennio. Durante questa esperienza ha lanciato, tra gli altri, Marko Kristal, Mart Poom e Martin Reim. Nel 1989 ha allenato lo Sport Tallinn. Dal 1993 al 1995 è stato tecnico del Flora Tallinn, con cui ha vinto due campionati ed una Coppa di Estonia. Nel 1994 è diventato commissario tecnico della Nazionale estone. Nel maggio 1995 è stato sostituito da Aavo Sarap, per poi tornare alla guida della selezione estone nel giugno 1995. Dal 1996 al 1997 ha allenato la Nazionale Under-21 estone.

## Palmarès

### Giocatore
- Campionato estone di calcio: 1

Norma Tallinn: 1970
- Coppa di Estonia: 2

Norma Tallinn: 1971, 1973

### Allenatore
- Campionato estone di calcio: 2

Flora Tallinn: 1993-1994, 1994-1995
- Coppa di Estonia: 1

Flora Tallinn: 1994-1995

### Individuale
- Medaglia d'oro della Federazione calcistica estone: 1

2004